# كورونا كييلتسى
نادي كورونا كييلتسى (بالبولندية: Korona Kielce) نادي كرة قدم بولندي يلعب في دوري الدرجة الممتازة. تم تأسيس النادي عام 1973.